# Jack Minker

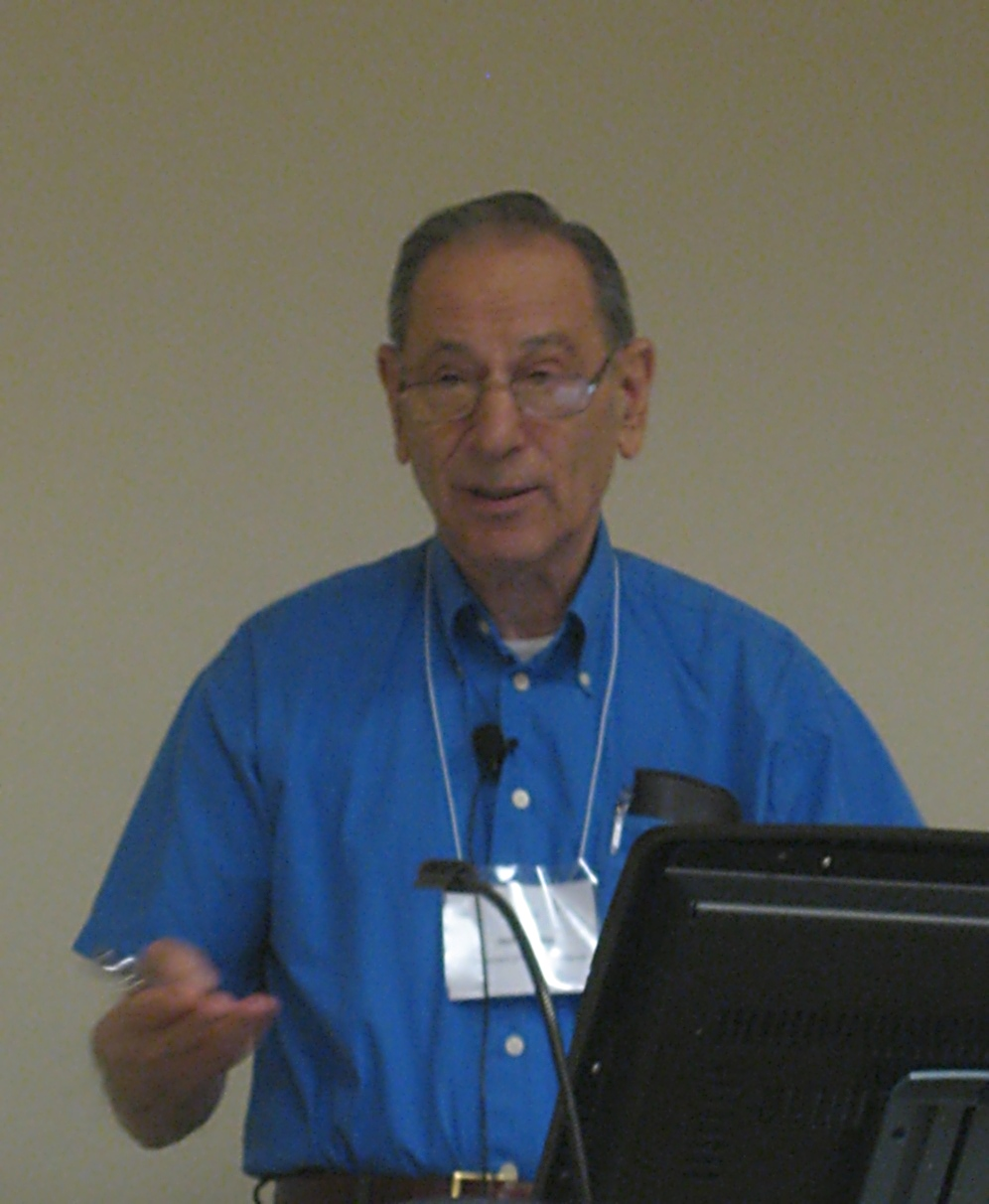
Jack Minker 2007

Jack Minker (* 4. Juli 1927 in Brooklyn; † 9. April 2021) war ein US-amerikanischer Informatiker.

## Werdegang
Minker studierte am Brooklyn College mit dem Bachelor-Abschluss 1949 und an der University of Wisconsin mit dem Master-Abschluss 1950 und wurde 1959 an der University of Pennsylvania bei Bernard Epstein in Mathematik promoviert (Some Applications of Orthogonal Systems of Functions to Interpolation and Analytic Continuation). Ab 1951 war er in der Industrie (Bell Aircraft Corporation, RCA von 1952 bis 1957, Auerbach Corporation 1963 bis 1967, wo er technischer Direktor wurde) und ab 1967 Professor für Informatik an der University of Maryland in College Park, an der er 1974 bis 1979 der Abteilung Informatik vorstand. 1998 wurde er emeritiert.
Er befasste sich mit Künstlicher Intelligenz, speziell Deduktive Datenbanken und disjunktiver Logikprogrammierung (mit der Generalized Closed World Assumption 1982), wobei er auf beiden Gebieten zu den Begründern zählt. Mit Herve Gallaire entwickelte er eine Prolog-artige Programmiersprache für deduktive Datenbanken (Datalog).
Er war auch als Aktivist für Menschenrechte besonders bei Wissenschaftlern aus der ehemaligen Sowjetunion und Osteuropa bekannt. Ab 1973 war er Vizevorsitzender des Committee of Concerned Scientists. 1980 bis 1989 war er Vizevorsitzender des Committee for Scientific Freedom and Human Rights (CSFHR) der Association for Computing Machinery. Zum Beispiel leitete er Kampagnen für die Freilassung von Natan Scharanski und Alexander Lerner und für Andrei Sacharow und Jelena Bonner. 2011 erhielt er den Heinz R. Pagels Human Rights of Scientists Award.
Er war Fellow der American Association for the Advancement of Science (vor allem für seine Arbeit auf dem Gebiet der Menschenrechte), des IEEE und der AAAI. 2005 erhielt er den ACM-AAAI Allen Newell Award für grundlegende Beiträge auf den Gebieten deduktive Datenbanken, Logikprogrammierung, Künstliche Intelligenz und allgemeiner Logik-basierten Methoden in der Informatik.
Er war 1999 Gründungsherausgeber von Theory and Practice of Logic Programming.

## Schriften
- Scientific Freedom & Human Rights: Scientists of Conscience During the Cold War, IEEE Computer Society Press 2012.
- mit Jorge Lobo, Arcot Rajasekar: Foundations of Disjunctive Logic Programming, MIT Press 1992
- Overview of disjunctive logic programming, Annals of Mathematics and Artificial Intelligence, Band 12, 1994, S. 1–24
- mit H. Gallaire (Hrsg.): Logic and Data Bases, Plenum Press 1978